# Dieterlea maxima
Dieterlea maxima là một loài thực vật có hoa trong họ Cucurbitaceae. Loài này được (Lira & Kearns) McVaugh mô tả khoa học đầu tiên năm 2001.